# Wormsche Knochen

Wormsche Knochen (gelb markiert)

Wormsche Knochen, auch als Worm-Knochen (engl. wormian bones) bezeichnet, sind Schaltknochen des Schädels. Es handelt sich um kleine akzessorische Knochen innerhalb einer Schädelnaht. Die überzähligen Knochen stellen eine anatomische Variation dar und sind keine Fehlbildung. Wormsche Knochen sind für sich genommen klinisch nicht relevant, können aber in einigen Fällen mit verschiedenen Syndromen assoziiert sein. Beispiele hierfür sind das sehr seltene Hallermann-Streiff-Syndrom, das ebenfalls sehr seltene Hajdu-Cheney-Syndrom und die Glasknochenkrankheit (Osteogenesis imperfecta).

## Prävalenz
Etwa 17 % der Gesamtbevölkerung hat Wormsche Knochen, wobei die Prävalenz stark altersabhängig ist. Männer haben häufiger Wormsche Knochen als Frauen. Der Anteil ist bei einzelnen Ethnien unterschiedlich hoch. In den Vereinigten Staaten sind Wormsche Knochen bei der afroamerikanischen Bevölkerung verbreiteter als bei der weißen. In China liegt die Inzidenz mit etwa 80 % weltweit am höchsten.

## Beschreibung
Die Wormschen Knochen treten meist an der Lambdanaht auf, sind jedoch auch am Bregma (Os bregmaticum) oder am hinteren Ende der Sutura sphenoparietale zu finden. Wenn es in seltenen Fällen vorhanden ist, dann ist das Os bregmaticum im Bereich der großen Fontanelle zu finden. Es wird auch Os frontoparietale genannt. Typischerweise treten die Wormschen Knochen mehr oder weniger symmetrisch am Schädel auf. Sie können in ihrer Größe variieren. Ihre Zahl ist meist auf zwei oder drei begrenzt. An einzelnen Schädeln von Erwachsenen mit Hydrocephalus wurden jedoch auch schon 172 solcher Knochen gefunden. 
Wormsche Knochen treten an Knochennähten des Hirnschädels auf, nicht jedoch an Knochennähten des Gesichtsschädels.
Bei einigen Autoren werden als Wormsche Knochen nur akzessorische Knochen bezeichnet, die streng in Schädelnähten auftreten, also nur an Stoßstellen zwischen zwei Knochen (z. B. Ossa interparietalia), nicht jedoch an Stoßstellen zwischen drei und mehr Knochen, wie beispielsweise der Lambdanaht. Auch die Bezeichnung „Fontanellenknochen“ ist anzutreffen: In der großen Fontanelle kann es ein Os bregmaticum, in der kleinen Fontanelle kann es ein Os apicis geben. Das Inkabein wird zu den Nahtknochen gerechnet, nicht jedoch zu den Fontanellenknochen.

## Namensgeber
Namensgeber der Wormschen Knochen ist der dänische Anatom Olaus Wormius (1588–1654), der die multiplen Schaltknochen (Os epactale) in den Schädelnähten entdeckt und detailliert beschrieben hat. Er wurde irrtümlich für den Erstbeschreiber dieser Art von irregulären isolierten Nahtknochen (lat. Ossa suturalia) gehalten.